# (4199) Andreev
(4199) Andreev ist ein Hauptgürtelasteroid, der am 1. September 1983 von Henri Debehogne vom La-Silla-Observatorium aus entdeckt wurde.
Der Asteroid wurde nach dem russischen Astronomen und Mathematiker Gennadij Vasiljeviĉ Andrejev (1950–2002) benannt.